# Genaro Sarmeno
Genaro Sarmeno (ur. 28 listopada 1948) – salwadorski piłkarz, reprezentant kraju grający na pozycji obrońcy.

## Kariera klubowa
Genaro Sarmeno podczas kariery piłkarskiej był zawodnikiem FAS Santa Ana.

## Kariera reprezentacyjna
Genaro Sarmeno grał w reprezentacji Salwadoru w latach sześćdziesiątych i siedemdziesiątych. W 1969 roku uczestniczył w zakończonych sukcesem eliminacjach Mistrzostw Świata 1970. Na Mundialu w Meksyku wystąpił w spotkaniach z Belgią i ZSRR.